# Urupá
Urupá is een gemeente in de Braziliaanse deelstaat Rondônia. De gemeente telt 13.661 inwoners (schatting 2009).
De gemeente grenst aan Teixeirópolis, Nova União, Ji-Paraná, Mirante da Serra en Alvorada d'Oeste.